# Johan Adolph Kittendorff

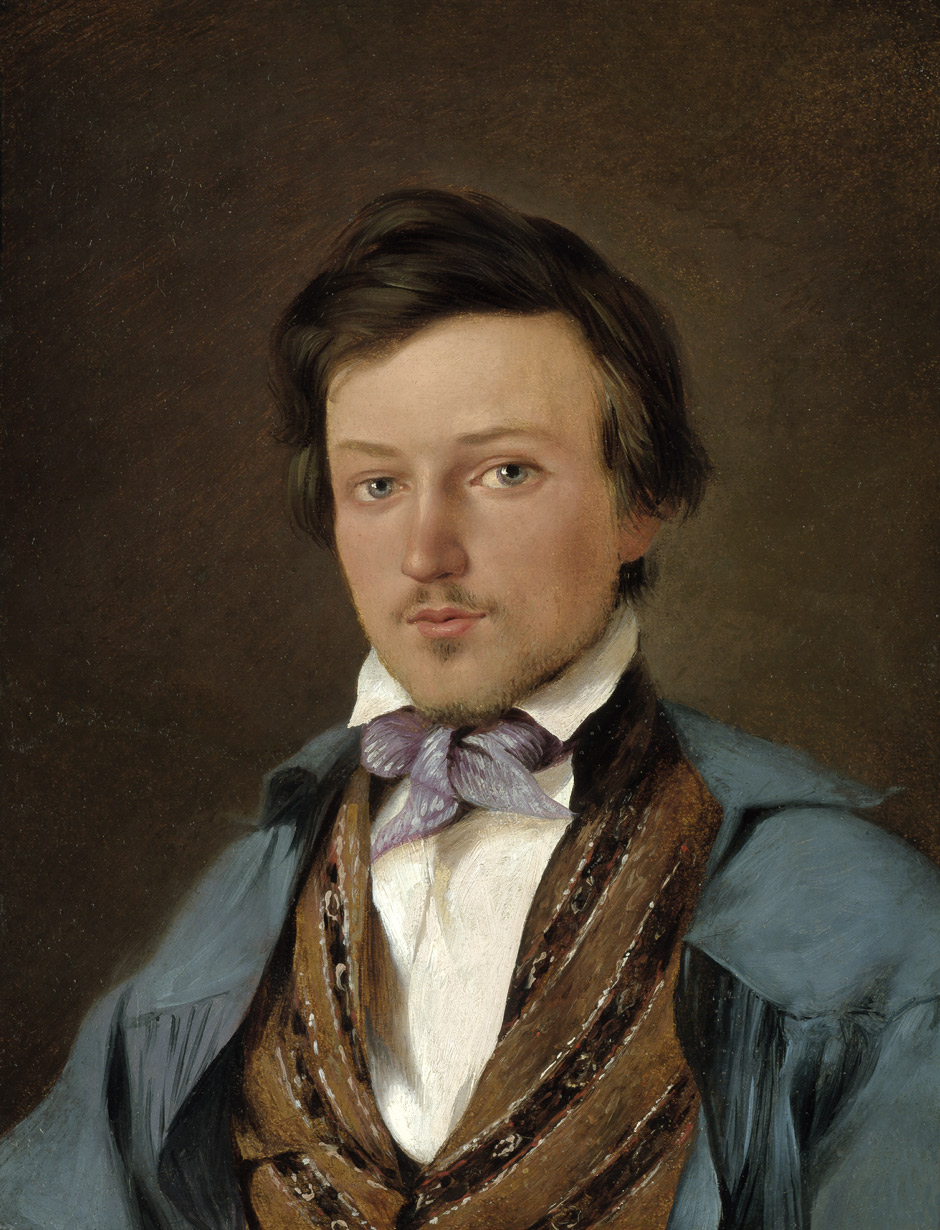
Johan Adolph Kittendorff, porträtiert von Vilhelm Marstrand um 1841

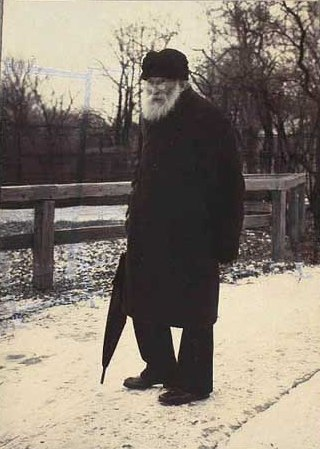
Johan Adolph Kittendorff

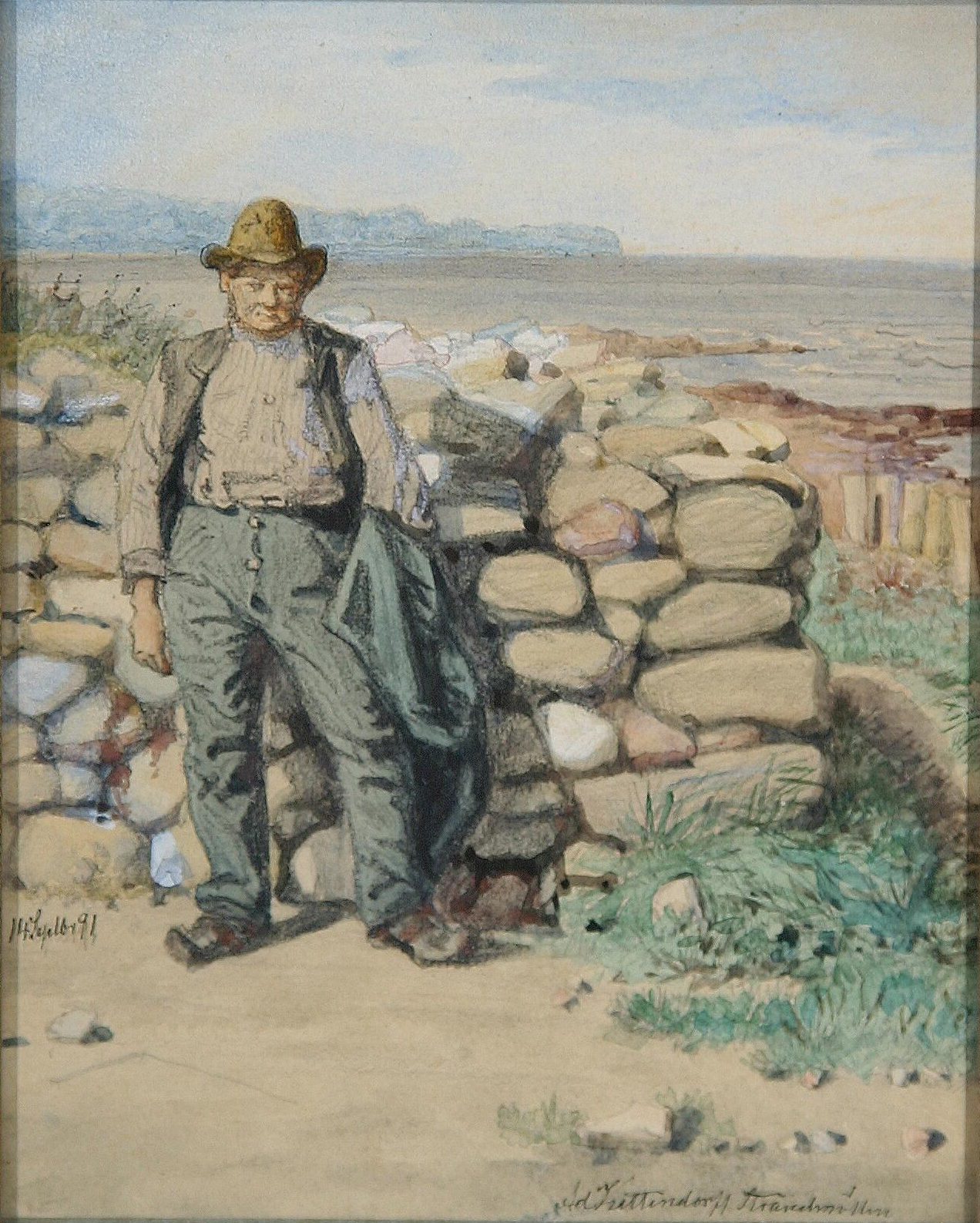
Älterer Mann an einem Steindeich, Aquarell und Bleistift (Kittendorff 1891)

Johan Adolph Kittendorff (* 5. April 1820 in Kopenhagen; † 20. April 1902 ebenda) war ein dänischer Aquarellmaler, Zeichner und Lithograf.

## Leben
Der Sohn des Webermeisters Johan Adolph Friedrich Kittendorff (1793–1849) und von Anna Amalia Elisabeth, geborene Kuhn (1797–1864) wuchs mit seinen Geschwistern Axel Theodor und Amalia Eleonore (1817–1890) in Kopenhagen auf. Hier absolvierte er zunächst eine Lehre als Stubenmaler bei Malermeister J. G. Berg und wechselte dann zu weiterer Ausbildung in das Litografische Institut von Emil Bærentzen (Em. Bærentzen & Comp.). Gleichzeitig besuchte er für mehrere Jahre die Kopenhagener Kunstakademie. Hier wurde er 1841 mit der kleinen und 1849 mit der großen Silbermedaille ausgezeichnet. 1850 gründete er mit J. W. Tegner (1815–1893) ein lithografisches Institut, das bis zu Tegners Tod bestand. 1855 bis 1893 wirkte er als Zeichenlehrer der Vorbereitungsklasse der Akademie, zu deren Mitglied er 1880 gewählt wurde. 1890 wurde er zum Ritter des Dannebrogordens ernannt. Eng befreundet war er mit den Malern Vilhelm Marstrand und Vilhelm Kyhn. Er blieb zeitlebens unverheiratet. Sein Grab ist auf dem Alten Friedhof in Fredriksberg erhalten. Aus seinem Nachlass wurde 1904 eine Stiftung für Künstler eingerichtet.

## Werk
Bereits 1845 fertigte Kittendorff lithografische Reproduktionen der Federzeichnungen von Johan Thomas Lundbye für die Kinderfabeln (Fabler for børn, 1845) von Hans Vilhelm Kaalund (1818–1885). Für seinen als Holzschneider ausgebildeten Bruder Axel, der 1849 mit Johan Peter Aagaard das xylographische Institut Kittendorff & Aagaard gegründet hatte, zeichnete er die Illustrationen zu Felttogene: 1848. 49. 50 von Wilhelm Holst (1807–1898). 1872 bis 1882 war er mit seinen Aquarellen, Zeichnungen und Lithografien in vielen Ausstellungen vertreten.
Verlagsausgaben (Auswahl)
- Bildnis Christian Vaupell (1821–1862), Lithografie von I.W. Tegner & Kittendorff nach einer Daguerreotypie, 1864

Arbeiten (Auswahl)
- Bildnisse Rittmeister Würtzen, J. W. Tegner, M. V. Brun, Zeichnungen: Fredriksborg, Museum

Einzelblätter:
- Der Morgen nach der Schlacht bei Idsted (Slaget ved Idsted den 25de Juli 1850), Lithographie nach Jørgen Sonne, 1852
- Schleswig, 23. April 1848 (Slesvig d. 23. April 1848) und Soldaten in einem Vorpostengefecht (Soldater i en Forpostfægtning), Lithografien nach Niels Simonsen
- Kartenspielende Soldaten (Spillere hos Hans Kock i Kjær By paa Als), Lithographie nach Frederik Christian Lund
- Christian II. im Gefängnis und Fischerknabe (farbig), nach Carl Bloch
- Dänische Künstler in Rom, nach Constantin Hansen
- Dänische Künstler in einer Osteria, nach Detlev Conrad Blunck
- Der Künstlertisch in Finks Kaffeehaus in München, Holzschnitt nach Wilhelm Bendz
- Philoktet, Holzschnitt nach Nicolai Abildgaard

Porträts
- Fredrik Vermehren (1823–1910), 1860 (Fredriksborg, Museum)
- P. C. (Peter Christian Thamsen) Skovgaard (1817–1875), Zeichnung 1869 (Kopenhagen, Königl. Bibliothek)
- Vilhelm Marstrand, Gemälde 1869 (Fredriksborg, Museum)
- Sophus Vermehren (1866–1950), Gemälde 1893
- Th. (Johan Carl Henrik Theobald) Stein (1829–1901), Relief 1890